# Ricky «Lash» Lazaar
Ricky «Lash» Lazaar (Califòrnia, 1935 - 7 de març de 2015) fou un periodista estatunidenc. Es va traslladar a Mallorca el 1960 després d'haver treballat a la Warner Bros, la televisió NBC i diverses produccions de Hollywood. A l'illa va començar al Daily Bulletin, on publicava la columna The Ricky Lash Lazzar Show, molt popular entre la colònia britànica i nord-americana. Durant més de 18 anys va tenir en antena un programa en anglès, en el qual desenvolupava una indubtable labor d'apropar la vida i la cultura mallorquines als residents i turistes anglosaxons. Al seu programa sonaren els primers acords del pop i el rock anglosaxó, difícils d'escoltar a la Mallorca de l'època. Al cap i a la fi fou pioner de la ràdio en anglès a l'illa.
Va alternar la pràctica del periodisme amb la dinamització de la vida nocturna. Obrí una de les primeres discoteques de l'illa, Zorbas, on introduí l'última moda de l'estètica de les sales de festa. Als anys 70 adaptà un molí del Jonquet en un bar, des d'on entrevistava destacats personatges britànics i americans per a una emissora regional. Pels seus micròfons desfilaren Frank Sinatra, Dean Martin i primeres figures de la lliga anglesa. El 2007 va rebre el Premi Ramon Llull.